# 多米妮克·布沙尔
多米妮克·布沙尔（Dominique Bouchard，1991年5月29日—）生于艾伯塔省圣艾伯特，是一名加拿大女子游泳运动员，主攻仰泳。她在7岁时开始练习竞技游泳。大学期间代表密苏里大学参加美国校际比赛。2016年8月，她代表加拿大参加了里约奥运，获得女子100米仰泳第12名和女子200米仰泳第9名。2017年12月，她宣布结束游泳生涯。